# Oertinctuur
Een oertinctuur is in de homeopathie een geconcentreerd extract van minerale, plantaardige, dierlijke of zelfs menselijke oorsprong dat de basis vormt voor bereiding van homeopathische middelen en homeopathische geneesmiddelen door middel van potentiëren.
Oertincturen worden in de klassieke homeopathie niet als zodanig gebruikt. Om een bruikbaar preparaat te bereiden, wordt de oertinctuur in stappen verdund en geschud. Dit verdunnen en schudden noemt men potentiëren, het resultaat is een preparaat met een bepaalde potentie.
De oertinctuur wordt aangeduid met D0 of Ø. Hiervan wordt de D1 potentie gemaakt door één deel oertinctuur te verdunnen met negen delen van het oplosmiddel (meestal verdunde alcohol) en te schudden. Een D2 potentie wordt gemaakt door de D1 potentie te verdunnen met negen delen oplosmiddel enzovoort.
Vanuit de homeopathische theorieën is een mengsel met een hogere potentie (dus een meer verdund middel) sterker dan een lagere potentie. In de praktijk worden vooral potenties vanaf D4 gebruikt.
Naast de D potenties bestaan er ook C potenties, hierbij wordt verdund met 99 delen oplosmiddel.
In de afgelopen jaren is zeer veel onderzoek gedaan naar homeopathie, men heeft in onderzoeken echter nooit een effect kunnen aantonen.